# Enomoto Kodai
Kodai Enomoto (sinh ngày 5 tháng 11 năm 1994) là một cầu thủ bóng đá người Nhật Bản.

## Sự nghiệp câu lạc bộ
Kodai Enomoto đã từng chơi cho Vegalta Sendai.